# تپه قلعچه
تپه قلعچه مربوط به دوره ساسانیان - سده‌های اولیه دوران‌های تاریخی پس از اسلام است و در شهرستان شیروان، بخش مرکزی، دهستان گلیان، ۵۰۰ متری شمال روستای تنسوان واقع شده و این اثر در تاریخ ۲ مرداد ۱۳۸۷ با شمارهٔ ثبت ۲۳۱۱۱ به‌عنوان یکی از آثار ملی ایران به ثبت رسیده‌است.